# Chaosradio

Aktuelles Logo

Logo bis 2018

Chaosradio ist ein Podcast des Chaos Computer Club (CCC) aus Berlin über wechselnde Themen rund um Technologie und Gesellschaft.

## Geschichte
Seit 1995 war die monatlich produzierte Live-Talk-Sendung Bestandteil der Talkradioshow Blue Moon bei Radio Fritz (RBB). Sie war damit eines der ältesten Tech-Radios überhaupt. Seit 2019 führt der CCC sie selbstständig als Podcast weiter.

## Inhalt
Die Themen der Sendung sind technischer (zum Beispiel Das Semantische Web) oder gesellschaftspolitischer Natur (zum Beispiel Videoüberwachung) oder beziehen sich auf aktuelle Entwicklungen, die gerade Grundlage einer öffentlichen Diskussion sind. Sowohl die Moderatoren als auch der Inhalt wechselten. Zusätzlich zu dem vom CCC gestellten, variierenden Team moderierten regelmäßig zunächst Johnny Haeusler, später dann Max von Malotki, Holger Klein und Jakob Kranz die Sendung. Aktuell moderiert Marcus Richter.
Die Teilnehmer bemühen sich um eine möglichst verständliche Vermittlung komplexer Inhalte, die erläutert und heruntergebrochen werden. Das Chaosradio versucht dabei auch, Medienkompetenz zu vermitteln.
Chaosradio auf Fritz war wie jeder andere Blue Moon auch eine Talksendung. Die Hörer konnten mitdiskutieren und Fragen zum Thema stellen. Der Call-In-Anteil wurde in späteren Ausgaben zugunsten eines höheren Wortanteils der Studiogäste reduziert.

## Verbreitung und Empfang
Die Sendung ist im Internet per Livestream und später als Podcast verfügbar. Früher war es zudem auf allen Fritz-Frequenzen empfangbar. Seit Mitte 2014 wurde das Format abwechselnd im Rahmen des Blue Moon oder vor Publikum in den Räumen des CCC Berlin produziert.

## Sendeplätze
Aufgrund wechselnder Sendeplätze bei Radio Fritz wechselte der Fritz-Termin vom letzten Mittwoch auf den letzten Donnerstag und schließlich auf den letzten Montag eines Monats. Die Sendung wurde am 28. Januar 2019 aufgrund von Programmumstellungen das letzte Mal auf Fritz ausgestrahlt und wird seitdem immer am letzten Donnerstag im Monat vom Chaos Computer Club produziert. Im Dezember gibt es aufgrund des parallel stattfindenden Chaos Communication Congress meistens keine Sendung.

## Musik

### Intro
Bis zur Ausgabe 196 wurde als Titelmelodie ein Zusammenschnitt der Songs Nummern und Computerwelt2 vom Album Computerwelt der Band Kraftwerk gespielt. In den Folgen 196 bis 253, trat an dessen Stelle dann die Musik des 30c3-Intros von Alec Empire. Seitdem gibt es kein musikalisches Intro mehr.

### Outro
Seit Folge 256 wird am Ende jeder Folge das Lied Verdächtig vom Album Überwachung zum Mitsingen der Datenschutz-Elektropunk-Band Systemabsturz gespielt. In den früheren Folgen diente Websiiite von Tracky Birthday als Outro.

## Weitere Sendungsformate
Von November 2005 bis Dezember 2011 wurde auch der Podcast CRE unter dem Namen Chaosradio Express über die Website des Chaosradios angeboten, dann aber auf eine eigene Seite überführt, um den Unterschieden zum Chaosradio Rechnung zu tragen.
Es entstanden als „Chaosradio-Family“ bezeichnete Ableger, die mitunter auch im Radio verbreitet werden, etwa das C-RaDaR (Radio Darmstadt) oder /dev/radio (Radio free FM).

## Ähnliche Sendungen
- Alternativlos – Podcast mit Frank Rieger und Felix von Leitner
- Breitband – Deutschlandfunk Kultur
- Chippie – hr2
- Hackerfunk – Auf Radio Radius aus Zürich, Sendung in Schweizerdeutsch
- Matrix – Ö1
- Netzwelt – hr-info
- Computer und Kommunikation – Deutschlandfunk
- Rem – Radio DDR II
- Pentaradio – monatliche Radiosendung des Chaos Computer Club Erfas Dresden